# High Level

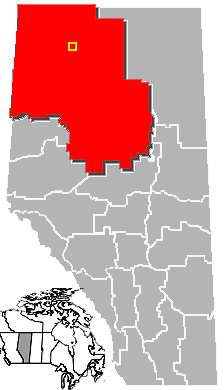
Localização de High Level em Alberta.

High Level  é um município localizado no norte da província de Alberta no Canadá. Situa-se a cerca de 800 km ao norte de Edmonton e cerca de 725 km da capital do Território do Noroeste, Yellowknife. Suas redondezas são conhecidas por suas reservas petrolíferas e por suas florestas. Foi fundado em 1965.